# Ambatoiella
Ambatoiella is een geslacht van hooiwagens uit de familie Cosmetidae.
De wetenschappelijke naam Ambatoiella is voor het eerst geldig gepubliceerd door Mello-Leitão in 1943. 

## Soorten
Ambatoiella is monotypisch en omvat slechts de volgende soort:
- Ambatoiella vigilans